# Baantjer (televisieserie)
Baantjer is een Nederlandse politieserie, gebaseerd op de boeken van Appie Baantjer. De eerste aflevering werd uitgezonden op vrijdagavond 6 oktober 1995 en de laatste op vrijdagavond 1 december 2006. De serie is gedurende 12 seizoenen uitgezonden. De serie werd grotendeels opgenomen in Amsterdam en in Nederland oorspronkelijk uitgezonden door RTL 4 en later ook door RTL 7 en RTL Crime. In België (Vlaanderen) door de publieke zender Eén/VRT 1. Baantjer was ten tijde van uitzenden de best bekeken Nederlandse serie tot dan toe. De serie beleefde in seizoen 2003-2004 een piek in de kijkcijfers met gemiddeld 2.861.000 kijkers per aflevering.

## Achtergrond
In 1997 won de serie de Gouden Televizier-Ring voor het beste programma op de Nederlandse televisie van dat jaar. Op 7 november 2003 verscheen de honderdste aflevering, De Cock en de moord op de clown. Qua volgorde was dat de 99e, maar de crew telde de televisiefilm uit 1999 mee.
Vanaf het zevende seizoen (2001) werd ieder jaar aangekondigd dat de serie zou stoppen, maar toch volgde er steeds weer een nieuw seizoen. Tegelijkertijd nam het aantal afleveringen per seizoen geleidelijk af. Waar seizoen 1 tot en met 4 nog uit dertien afleveringen bestonden, werd dit aantal vanaf seizoen 5 tot en met 8 teruggebracht naar tien. Seizoen 9 telde nog negen afleveringen, seizoen 10 acht, seizoen 11 slechts zes, en seizoen 12 kwam weer uit op acht afleveringen. Voor de dvd-uitgaven zijn de twaalf seizoenen later herverdeeld en uitgebracht als elf seizoenen.
Baantjer werd door verschillende scenaristen geschreven, waaronder Simon de Waal, Gerrit Mollema, Harm Edens, Hetty Heyting, Marieke van der Pol, Berend Boudewijn en Haye van der Heyden onder het pseudoniem Pieke Daalders.
RTL Nederland en Videoland hebben een prequel van de serie gemaakt, met onder anderen Waldemar Torenstra en Jelka van Houten. De film en aansluitende serie kwam eind 2019 op TV en Videoland.

## Verhaalformule
Baantjer volgt een vaste verhaalformule die zelden gebroken wordt:
1. De ontdekking van het lijk.
2. Begincredits
3. Titelcredits
4. Autopsie, ondervragingen van getuigen en verdachten.
5. Buitendam wil De Cock in zijn kantoor spreken, veelal omdat hij de werkwijze van De Cock afkeurt. Hij eindigt steevast met: "D'r uit De Cock".
6. De Cock en Vledder halen een drankje in het café van Lowietje. Regelmatig krijgt De Cock hier een idee dat tot de oplossing van de moord leidt.
7. Verdere ondervragingen en de bekentenis van de hoofdverdachte.
8. Reconstructie van de moord in een flashback.
9. Slotscène in het huis van De Cock, waarbij bijna altijd mevrouw De Cock (gespeeld door Nienke Sikkema) verschijnt.

## Rolverdeling
| Legenda      |
| ------------ |
| Hoofdrol     |
| Grote Bijrol |
| Gastrol      |
| Geen rol     |

| Acteur                | Personage            | Seizoen          | Seizoen          | Seizoen          | Seizoen          | Seizoen          | Seizoen          | Seizoen          | Seizoen          | Seizoen          | Seizoen          | Seizoen          |  |
| Acteur                | Personage            | 1                | 2                | 3                | 4                | 5                | 6                | 7                | 8                | 9                | 10               | 11               |  |
| --------------------- | -------------------- | ---------------- | ---------------- | ---------------- | ---------------- | ---------------- | ---------------- | ---------------- | ---------------- | ---------------- | ---------------- | ---------------- |  |
| Piet Römer            | Jurriaan de Cock     | Hoofdrol         | Hoofdrol         | Hoofdrol         | Hoofdrol         | Hoofdrol         | Hoofdrol         | Hoofdrol         | Hoofdrol         | Hoofdrol         | Hoofdrol         | Hoofdrol         |  |
| Victor Reinier        | Dick Vledder         | Hoofdrol         | Hoofdrol         | Hoofdrol         | Hoofdrol         | Hoofdrol         | Hoofdrol         | Hoofdrol         | Hoofdrol         | Hoofdrol         | Hoofdrol         | Hoofdrol         |  |
| Martin Schwab         | Ab Keizer            | Hoofdrol         | Hoofdrol         | Hoofdrol         | Hoofdrol         | Hoofdrol         | Hoofdrol         | Hoofdrol         | Hoofdrol         | Hoofdrol         | Hoofdrol         | Hoofdrol         |  |
| Marian Mudder         | Vera Prins           | Hoofdrol         | Hoofdrol         | Hoofdrol         | Hoofdrol         | Hoofdrol         | Hoofdrol         | Hoofdrol         | Hoofdrol         |                  |                  | 2 AFL.           |  |
| Kirsten van Dissel    | Iris de Graaff       |                  |                  |                  |                  |                  |                  |                  |                  | Hoofdrol         | Hoofdrol         | Hoofdrol         |  |
| Serge-Henri Valcke    | Corneel Buitendam    | Hoofdrol         | Hoofdrol         | Hoofdrol         | Hoofdrol         | Hoofdrol         | Hoofdrol         | Hoofdrol         | Hoofdrol         | Hoofdrol         | Hoofdrol         | Hoofdrol         |  |
| Hans Karsenbarg       | Ennaeus den Koninghe | Hoofdrol         | Hoofdrol         | Hoofdrol         | Hoofdrol         | Hoofdrol         | Hoofdrol         | Hoofdrol         | Hoofdrol         | Hoofdrol         | Hoofdrol         | Hoofdrol         |  |
| Nienke Sikkema        | Mevrouw De Cock      | 123 afleveringen | 123 afleveringen | 123 afleveringen | 123 afleveringen | 123 afleveringen | 123 afleveringen | 123 afleveringen | 123 afleveringen | 123 afleveringen | 123 afleveringen | 123 afleveringen |  |
| Wimie Wilhelm         | Els Peeters          |                  |                  |                  |                  |                  | 62 afleveringen  | 62 afleveringen  | 62 afleveringen  | 62 afleveringen  | 62 afleveringen  | 62 afleveringen  |  |
| Freek van Muiswinkel  | Thijs Jochems        | 51 afleveringen  | 51 afleveringen  | 51 afleveringen  | 51 afleveringen  | 51 afleveringen  |                  |                  |                  |                  |                  |                  |  |
| Verschillende acteurs | Lowietje             | Jaap Stobbe      | Herman Kortekaas | Herman Kortekaas | Ab Abspoel       | Ab Abspoel       | John Leddy       | Piet Kamerman    | Piet Kamerman    | Piet Kamerman    | Piet Kamerman    | Piet Kamerman    |  |

- Wegens ziekte van Hans Karsenbarg werd de rol van Den Koninghe in de laatste drie afleveringen van Seizoen 6 overgenomen door acteur Hans Veerman.

### Jurriaan 'Jurre' de Cock
(Piet Römer, 1995-2006)
Het hoofdpersonage is geboren op het eiland Urk. Hij heeft de bijzondere neiging bij het voorstellen zijn naam te spellen ("De Cock, met CeeOoCeeKaa"). Hij mikt vaak zijn hoedje op de kapstok.
In de aflevering De Cock en de zaak Vledder (2000) vertelt De Cock met zijn collega’s over een zaak die hem erg raakt waarbij een collega gedood werd en hij ervan werd beschuldigd.
In de tweedelige aflevering De Cock en de moord op het vertrouwen (2001) vertelt De Cock dat iemand hem wilde doodschieten maar dat een agent de kogel heeft opgevangen, ook blijkt zijn stiefzoon Tom Bartels met de dood van Renée Goes (de vriendin van Vledder) te maken te hebben.
In de aflevering De Cock met hulp van buitenaf (2001) krijgt De Cock aanwijzingen in zijn dromen omtrent de moord op zijn oud-collega Frank van der Meulen (Jules Hamel). In de aflevering De Cock en de moordende wreker (2002) leren we dat De Cock als jonge agent ooit behoorlijk hardhandig een bekentenis heeft afgedwongen. In de tweedelige aflevering De Cock en de moord op het verleden (2004) raakt De Cock betrokken bij een zaak rond twee doodgeschoten en verminkte sekswerkers. Een van de verdachten, Karel Raven (Peter Paul Muller), wordt daarbij vermoord, en het is mogelijk dat hij de zoon van De Cock en zijn oude vriendin Sanne Groot-Koerkamp (Trudy Labij) is. In deze aflevering overweegt De Cock om met pensioen te gaan. In de tweedelige aflevering De Cock en de dood van een doorbijter (2006) bleek dat het op de kop af 40 jaar geleden was dat hij was afgestudeerd van de politieschool. In de tweedelige aflevering De Cock en de moord op herhaling (2006) wordt de zus van De Cock vermoord door gif. In aflevering 6 van seizoen 11 blijkt dat Jurre vroeger slachtoffer was van een zogenaamde jeugdbende, bestaande uit jonge knulletjes. Toen hij voor straf in elkaar geslagen werd, sloeg hij terug, waarna hij door de schoolleiding in de kraag gegrepen werd. De Cock staat verder samen met zijn collega Vledder te boek als een Ajax-liefhebber. In het bureau wordt De Cock gekenmerkt door knorrigheid maar tevens gedrevenheid. Jurre draagt geen dienstwapen maar maakt graag gebruik van een handig apparaat van inbreker Handige Henkie dat alle sloten kan openen.
Familieleden:
- Vrouw: Mevrouw De Cock (Nienke Sikkema, 1995-2006)
- Oudere zus: Willemijn Boonstra-de Cock (Kort te zien in De Cock en de moord op herhaling (2006), speelster onbekend)
- Vader: Jurre de Cock (Zie De Cock en de moord op herhaling, naam staat op grafzuil)
- Moeder: Hillegonda de Cock-Schippers (Zie De Cock en de moord op herhaling, naam staat op grafzuil)

### Dick Vledder
(Victor Reinier, 1995-2006)
Politiepartner van De Cock die opvalt door zijn flauwe opmerkingen. De opmerkingen wekken ergernis op bij getuigen, waardoor deze zich soms verspreken en uitspraken doen die hen als dader verraden. Fanatiek Ajax-fan. In De Cock en de moord op jaren (1998) leidt Vledder officieel het onderzoek, met stiekeme hulp van De Cock. In de aflevering De Cock en de zaak Vledder (2000) wordt Vledder zelf van moord verdacht. In de tweedelige aflevering De Cock en de moord op het vertrouwen (2001) leren we een andere kant van Vledder kennen als zijn ex-vriendin Renée Goes wordt vermoord. Vanaf seizoen 9 speelt Iris de Graaff een belangrijke rol voor Vledder als love-interest. Hij komt over als versierder, maar door zijn gedrag wordt hij meestal afgewezen. Vledder wordt vaak beschreven als "de macho", maar meestal met het hart op de juiste plaats.
Familieleden:
- Vader: Joop Vledder (Chiem van Houweninge, 2006)

### Vera Prins
(Marian Mudder, 1995-2002; gastrol in 2006)
Zij trekt vaak verdachten na over hun alibi. In de aflevering De Cock en de seriemoordenaar (1997) wordt Prins bijna neergestoken door een seriemoordenaar die het op roodharige vrouwen heeft gemunt. In De Cock en de moord in 5 gangen (2001) neemt ze per ongeluk een XTC-pil en heeft ze een (hilarische) hallucinatie. In De Cock en de moord in Club Exotica (2002) gaat ze samen met Keizer 'undercover'. Ze stoort zich meestal aan de flauwe grappen van Vledder. Na seizoen 8 verdween ze omdat ze een baan in Australië had gekregen. In de laatste tweedelige aflevering De Cock en de onzichtbare moordenaar (2006) komt ze terug en zegt ze tegen Vledder dat ze een handeltje hier en daar doet; later helpt ze haar oude baas De Cock met de moord op Wim de Jongh.

### Albert 'Ab' Keizer
(Martin Schwab, 1995-2006)
De computerexpert van het team. Acteur Martin Schwab zou er na seizoen 8 mee stoppen, maar veranderde toch van gedachten. Ab Keizer is een van de vaste personages. Hij vindt meestal snel informatie of e-mail van slachtoffers of verdachten. In De Cock en de man die zijn gezicht verloor (2000) wordt bekend dat Keizer een fan is van Feyenoord, niet van Ajax. In de aflevering zijn op het bureau van Keizer Feyenoord petjes en aan de muur een Feyenoord sjaal te zien. Schwab zelf is inderdaad aanhanger van Feyenoord. In De Cock en de moord op ome Arie (2000) vertelt hij zijn collega's dat hij Arie van vroeger kent. Als kind heeft hij van hem schaken geleerd alleen was Arie niet blij dat hij bij de politie ging werken. In De Cock en de moord op de werf (2001) beschuldigt zijn vrouw hem van vreemdgaan als hij wakker wordt in een hotel met een kater en een lege portemonnee. In de tweedelige aflevering De Cock en de moordfilm (2002) wordt de zus van Keizer verdacht, en denkt hij erover om ontslag te nemen. In de tweedelige aflevering De Cock en de moord op herhaling (2006) wordt er aangifte tegen hem gedaan, hij zou een drugsverslaafde vrouw seksueel hebben misbruikt. Het raakt hem dan ook diep in het hart als hij merkt dat zelfs zijn collega's vraagtekens zetten bij zijn onschuld. Hij en Vledder zitten vaak over knappe vrouwen te praten, tot grote ergernis van Prins.
Familieleden:
- Zus: Yvonne Keizer (Ghislaine Pierie, 2002)
- Vrouw: Jacqueline Keizer (2001)

### Iris de Graaff
(Kirsten van Dissel, 2003-2006)
Personage vanaf seizoen 9, ter vervanging van Prins. Ze krijgt de baan van rechercheur in het bureau na een jaar thuis te hebben gezeten vanwege een gijzeling. Ze wordt geïntroduceerd in De Cock en de moord op de afgeschreven dode (2003). In de tweedelige aflevering De Cock en de afrekening komt Iris eindelijk te weten wie de overval op het benzinestation heeft gepleegd. Ze wordt ontvoerd door een van de gijzelnemers en wordt op het nippertje gered door Vledder en De Cock. Iris de Graaff is een sportieve vrouw die erg nieuwsgierig is. In de tweedelige aflevering De Cock en de moord op de middenstip (2005) krijgt ze een hechte band met een voetballer van Ajax. Als ze met de voetballer flirt, grijpt Vledder in. Zo krijgt De Graaff een heel andere kant van Vledder te zien. Ze vindt het erg irritant dat Vledder zich vaak met haar privéleven bemoeit.

### Corneel Buitendam
(Serge-Henri Valcke, 1995-2006)
Hij is de commissaris van het bureau en heeft vaak commentaar op De Cock, omdat die vaak risicovolle beslissingen neemt tijdens moordonderzoeken. Ook botsen Buitendam en De Cock vaak over bureaucratische regels die moeten worden nageleefd en die de positie van Buitendam goed uitkomen, maar het moordonderzoek in de weg zit. Hij stuurt De Cock altijd zijn kantoor uit met de woorden: "D'r uit De Cock". In De Cock en de moord op de volkszanger (1998) wordt hij door De Cock geholpen met huwelijksproblemen. In De Cock en de moord op ome Arie (2000) wil hij dat De Cock een zaak onderzoekt van een vergiftiging, de hondjes van de buurman zijn ziek. Later blijkt dat de hondjes in tuin van Buitendam van een giftige struik hebben gegeten. In De Cock en de moord op de clown (2003) leren we dat Buitendam, die verdachte Herman Kramsky (Edwin Alofs) eerder is tegengekomen, toen met geweld een bekentenis van hem heeft afgedwongen. Daarnaast raakt hij in de aflevering De Cock en de gemaskerde moord (2004) persoonlijk betrokken bij een zaak rond twee families die hij uit zijn verleden kent. In De Cock en de moord op de zigeuner (2004) wordt hij grootvader van twee kleinkinderen. In De Cock en de moord op de missionaris (2005) kent hij een van de verdachten.
- Kleinzoon: Corneel (2004)

### Ennaeus den Koninghe
(Hans Karsenbarg, 1995-2006).
(Hans Veerman, Seizoen 6, tijdelijke vervanging afleveringen 8-10)
De schouwarts. Hij heeft vaak vinnige woordenwisselingen met Vledder. Vledder heeft vaak commentaar op hem, en daarom kan Den Koninghe hem meestal niet uitstaan. In De Cock en de moord uit instinct (1999) krijgt hij vervroegd pensioen, maar De Cock overtuigt Buitendam dat Den Koninghe onmisbaar is. In de tweedelige aflevering De Cock en de moordfilm (2002) komt uit dat zijn oom in de Tweede Wereldoorlog de nazi's hielp. In de tweedelige aflevering De Cock en de moord op het verleden (2004) overweegt Den Koninghe om te stoppen als schouwarts en een baan als gezondheidsinspecteur aan te nemen.
Familieleden:
- Oom: Henk den Koninghe (2002)

### Lowietje
- (Jaap Stobbe, 1995-1996)
- (Herman Kortekaas, 1996-1998)
- (Ab Abspoel, 1998-1999)
- (John Leddy, 2000)
- (Piet Kamerman, 2001-2006)

Lowietje heeft een café op De Wallen en is een oude vriend van De Cock. Vaak drinken De Cock en Vledder bij hem een cognac (onder werktijd); soms zijn er ook andere personages bij aanwezig of is De Cock alleen. Lowietje heeft vaak een kleine rol, behalve in aflevering De Cock en de moord in 5 gangen (2001) wanneer zijn neef vermoord wordt en hijzelf een verdachte is. In deze aflevering wordt de vriendschap tussen De Cock en Lowietje zwaar op de proef gesteld. In de boeken en de film is zijn vaste bijnaam Smalle Lowietje. Terwijl De Cock nadenkt over de zaak, geniet Vledder altijd van het uitzicht dat hij heeft op de sekswerkers aan de overkant.
Familieleden:
- Neef: Wouter Koopman (David Goddyn, 2001)

### Mevrouw De Cock
(Nienke Sikkema, 1995-2006)
De vrouw van De Cock. Aan het einde van een aflevering bespreekt zij de opgeloste zaak vaak met haar man en eventueel ook een paar van zijn collega's. Vroeger maakte ze ook veel eten. Kenmerkend in de eerste seizoenen was vooral dat de rechercheurs het eten niet al te lekker vonden. In De Cock en het lijk in de kast (2002) was ze getuige in een zaak. In de tweedelige aflevering De Cock en de moord op herhaling (2006) wordt ze op straat aangevallen door een verdachte en belandt ze in het ziekenhuis. In diezelfde aflevering wordt ze ook bijna vermoord door een moordenaar (*zie De Cock en de moord in de peepshow) die wraak wilde nemen op De Cock.
Familieleden:
- Man: Jurriaan de Cock (Piet Römer, 1995-2006)
- Schoonvader: Jurre de Cock
- Schoonmoeder: Hillegonda de Cock-Schippers
- Schoonzus: Willemijn Boonstra-de Cock

### Thijs Jochems
(Freek van Muiswinkel, 1995-1999)
De wachtcommandant. In de aflevering De Cock en de XTC-moord (1998) raakt Jochems betrokken bij een zaak wanneer zijn nichtje Sandra vermoord wordt. Midden seizoen 5 verdween Jochems omdat Freek van Muiswinkel ziek was; later overleed hij aan alvleesklierkanker. In de rest van seizoen 5 vervulde Jeroen van Koningsbrugge kort de rol van een vervangende wachtcommandant, Willems.
Familieleden:
- Nicht: Sandra Jochems (Katja Schuurman, 1998)
- Zwager: Geert Hendriks (Rob van de Meeberg, 1998)
- Zus: Marjolein Jochems (Thijs Jochems spreekt over haar in De Cock en de XTC-moord.)

### Els Peeters
(Wimie Wilhelm, 2000-2006)
Els Peeters is de laatste wachtcommandant in de serie en start haar werkzaamheden tijdens de verhuizing naar het nieuwe politiebureau in de "Czaar Peterbuurt". In de aflevering De Cock en de moordende wreker (2002) wordt ze door een verdachte gegijzeld. Els Peeters is getrouwd en heeft drie kinderen, van wie er één in de aflevering De Cock en de moord in stijl (2001) verdacht werd van joyriden.

## Afleveringen
Er zijn 12 seizoenen van Baantjer gemaakt, maar later zijn ze in 11 seizoenen verdeeld voor de DVD-uitgaven en tv-uitzendingen. 
| Seizoen | Afleveringen | Uitgezonden (NL)                     | Releasejaar dvd |
| ------- | ------------ | ------------------------------------ | --------------- |
| 1       | 13           | 6 oktober 1995 - 9 februari 1996     | 2005            |
| 2       | 13           | 1 november 1996 - 7 maart 1997       | 2005            |
| 3       | 13           | 10 oktober 1997 - 10 april 1998      | 2005            |
| 4       | 13           | 9 oktober 1998 - 2 april 1999        | 2005            |
| 5       | 10           | 8 oktober 1999 - 10 december 1999    | 2005            |
| 6       | 10           | 6 oktober 2000 - 8 december 2000     | 2005            |
| 7       | 10           | 5 oktober 2001 - 14 december 2001    | 2006            |
| 8       | 10           | 27 september 2002 - 6 december 2002  | 2006            |
| 9       | 13           | 26 september 2003 - 21 november 2003 | 2006            |
| 10      | 10           | 1 oktober 2004 - 26 november 2004    | 2006            |
| 11      | 8            | 11 november 2005 - 1 december 2006   | 2007            |

## Muziek
De titelsong Circle of Smile, waarin Toots Thielemans de mondharmonica bespeelt, is evenals alle andere muziek in de serie geschreven door Jurre Haanstra. De muziek in de serie is onder andere uitgevoerd door leden van het Radio Filharmonisch Orkest, pianist George Wink en Jurre Haanstra zelf. Een compilatie van muziek uit de serie is in 1995 op cd uitgebracht door Mercury Records en in 2005 her-uitgegeven door Universal Music.

## Film
In 1984 kwam er een verfilming van de boeken van Appie Baantjer: Moord in extase, met Joop Doderer als De Cock en Ron Brandsteder als Vledder. Deze samenwerking kreeg geen vervolg. Elf jaar later begon de televisieserie met in de hoofdrollen Piet Römer en Victor Reinier. In 1999 werd er vanwege het 10-jarig bestaan van RTL 4, een televisiefilm geproduceerd met de originele cast van de serie: Baantjer: De Cock en de wraak zonder einde. Deze werd tegelijk met het vijfde seizoen opgenomen en verscheen in 2004 op dvd.
Op 18 april 2019 ging de bioscoopfilm Baantjer: het begin in première. Binnen een tijd van twee weken wist de film meer dan 100.000 bezoekers naar de bioscoop te trekken, hierdoor werd hij onderscheiden met een Gouden Film.

## Theater
In 2013 was Baantjer, als toneelstuk, te zien in de Nederlandse theaters met in de hoofdrollen Peter Tuinman (De Cock), Beau Schneider (Vledder) en Peter Römer (commissaris Buitendam). In 2015 was het nieuwe toneelstuk Baantjer LIVE 2 in de Nederlandse theaters te zien met dezelfde hoofdrolspelers. Het scenario van beide toneelstukken werd geschreven door Peter Römer, de zoon van Piet Römer.

## Trivia
- In 1996 werd de eerste Baantjer-dag georganiseerd. Op deze dag wandelde Baantjer onder meer met fans over De Wallen in Amsterdam.
- De eerste vijf seizoenen van de televisieserie Baantjer vonden de opnamen van het bureau plaats aan de Amsterdamse Kattenburgergracht. Met ingang van seizoen zes (6 oktober 2000) gebeurde dit aan de Blankenstraat in de Czaar Peterbuurt in het pand 'De Engel'.
- De opnamen in Café Lowietje werden gemaakt op Derde Goudsbloemdwarsstraat 2 in de Jordaan.[4]
- Verschillende grachtenpanden dienden als het huis van De Cock; de rechercheur woonde in eerste instantie op de Singel, maar verhuisde later naar de Oudezijds Voorburgwal en de Leidsegracht.[5]
- De serie werd ook uitgezonden in België en Frankrijk. In Frankrijk heet de serie Inspecteur De Cock.
- In het voorjaar van 2007 zond RTL 4 de zogenoemde 'Baantjer Classics' uit, in feite een gewone herhaling van het eerste seizoen, maar met een kort (recenter opgenomen) voorstukje van De Cock die met pensioen is, zittend in zijn huiskamer, cognac drinkend, die een herinnering aan een oude zaak ophaalt. De afleveringen werden niet chronologisch uitgezonden. Deze herhalingen haalden echter niet erg hoge kijkcijfers (vaak slechts 300.000 kijkers) en dat maakte deze Classics de slechtst bekeken herhalingreeks van Baantjer ooit. Naar aanleiding van Piet Römers overlijden begin 2012, werd ter ere van hem de laatste (dubbele) aflevering van Baantjer herhaald door RTL 4.
- Voor de rol van De Cock was onder anderen Rijk de Gooyer gevraagd, maar ook hij bleek niet geschikt voor het karakter De Cock en uiteindelijk ging de rol naar Piet Römer. Iets soortgelijks was gebeurd met de film Heb medelij, Jet! (1975), waarin naast John Kraaijkamp sr. een rol was weggelegd voor De Gooyer. De laatste bedankte en Römer kreeg de rol.
- De televisieserie werd berucht en beroemd door het grote aantal beeldmerken dat tijdens een aflevering in beeld kwam; De Telegraaf (2003-2006), Het Parool (1995-2001) Yakult (1995-2006), Aquacooler (1995-2006), Cup-a-Soup, Metro (2001-2002), PTT Telecom (1995-2006), Nokia, Centrum Multivitamine, Ibuprofen, KitKat, Nescafé, Philips, Compaq (1995-1999), Aqua Systems (2000-2006), Xerox (1999-2006), Amstel Bier, Mazda (1995-1999), Fiat (2000-2006), DHL (2003-2006) en toenmalig VW-Audi dealer "Kost Automobielbedrijven" (tegenwoordig A-Point), dealer van de politie Volkswagens van de Amsterdamse politie, werden gebruikt als 'sponsor' van Baantjer.
- In de eerste zes seizoenen werd vaak verwezen naar Het Parool en nam Renée Goes, een journaliste van het dagblad gespeeld door Marjolein Keuning en Alwien Tulner, weleens contact op met De Cock en Vledder om informatie over een zaak los te krijgen. Omdat er vanaf 2003 een overeenkomst werd gesloten met De Telegraaf, werden alle verwijzingen naar Het Parool gestopt.
- Seizoen 7 aflevering 10 "De Cock met hulp van buitenaf" was in eerste instantie bedoeld om de laatste aflevering van de serie te zijn, maar de serie werd voortgezet voor nog eens vijf jaar, voordat ze uiteindelijk eindigde op 1 december 2006.